# Gabriel Pimba
Gabriel Pimba (4 de julio de 1990) es un futbolista brasileño que se desempeña como centrocampista.
Jugó para clubes como el Atlético Paranaense, Fortaleza, Ventforet Kofu, Campinense y Jove Español.

## Trayectoria

### Clubes
| Club                | País      | Año         |
| ------------------- | --------- | ----------- |
| Atlético Paranaense | Brasil    | 2008 - 2014 |
| ABC                 | Brasil    | 2010        |
| Fortaleza           | Brasil    | 2011        |
| Ventforet Kofu      | Japón     | 2012        |
| Ferroviária         | Brasil    | 2013        |
| Arapongas           | Brasil    | 2014 - 2015 |
| Campinense          | Brasil    | 2015        |
| Volta Redonda       | Brasil    | 2015 - 2017 |
| Jove Español        | España    | 2017        |
| PSTC                | Brasil    | 2017 - 2018 |
| Gibraltar Phoenix   | Gibraltar | 2018 -      |